# Nico Klaß
Nico Klaß (* 3. April 1997 in Duisburg) ist ein deutscher Fußballspieler, der aktuell als Innenverteidiger bei Rot-Weiß Oberhausen unter Vertrag steht.

## Karriere
Im Alter von 10 Jahren fing Klaß in der Jugend des MSV Duisburg an Fußball zu spielen. Für die erste Mannschaft des MSV spielte er nie. 2018 wechselte er schließlich zum Oberligisten TV Jahn Hiesfeld. In der Oberliga bestritt er für die Dinslakener 49 Spiele und schoss drei Tore. 2018 wechselte er dann eine Liga höher zu Regionalligist Rot-Weiß Oberhausen, wo er zwei Tore in 34 Spielen erzielen konnte. Im Sommer zwei Jahre später ging Klaß zum Zweitliga-Aufsteiger Eintracht Braunschweig. Sein Debüt in der 2. Bundesliga gab er am 26. September 2020 beim 0:0-Unentschieden gegen Holstein Kiel. Er wurde in der 81. Minute für Suleiman Abdullahi eingewechselt. Bei Braunschweig war er eher Reservespieler und spielte in der gesamten Saison 2020/21 nur 15 Mal.
Nachdem er sich bei Braunschweig keinen Stammplatz erspielte, wechselte er im Sommer 2021 zurück zu Rot-Weiß Oberhausen.